# Skała Podolska

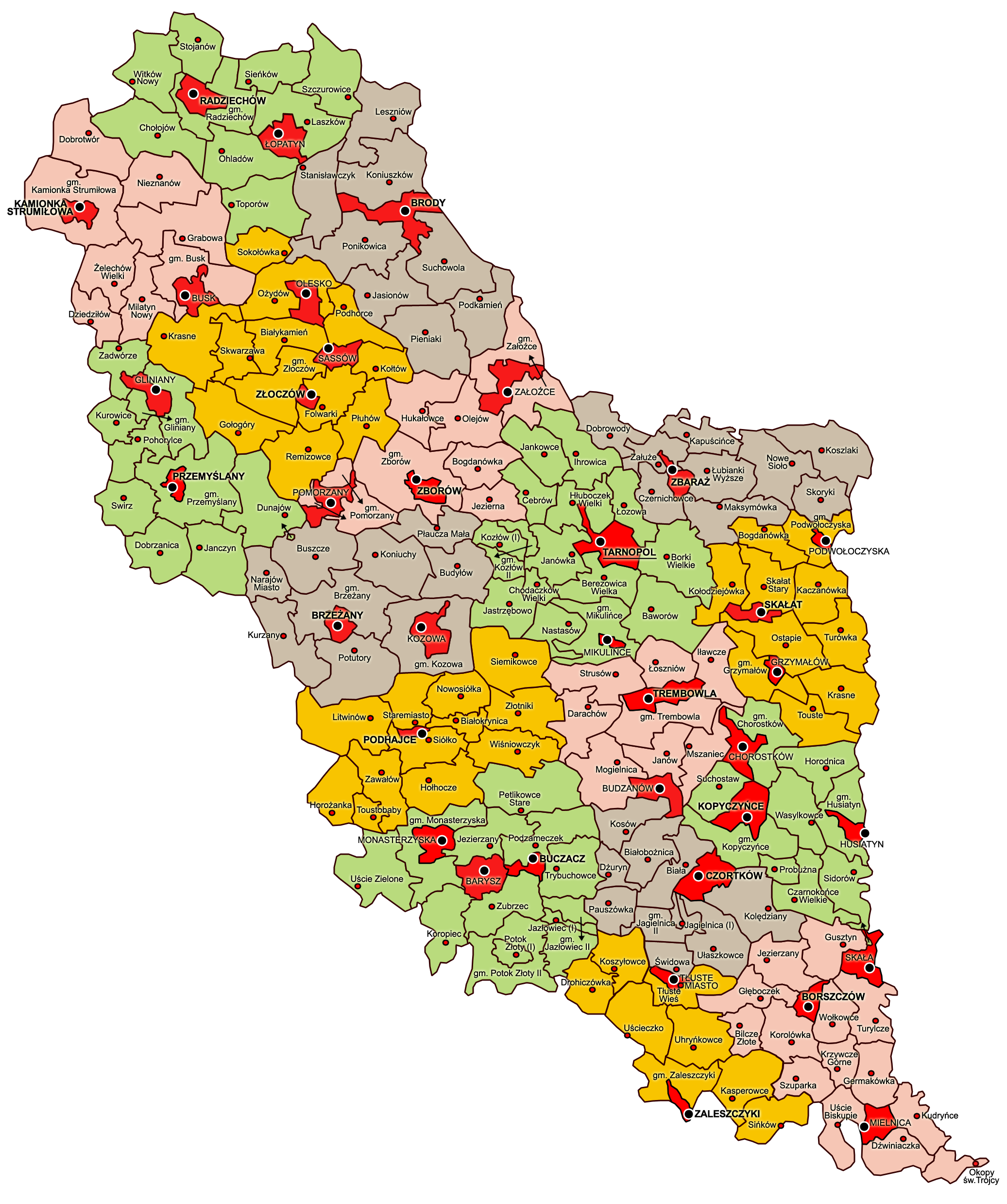
Położenie na mapie województwa tarnopolskiego do roku 1939

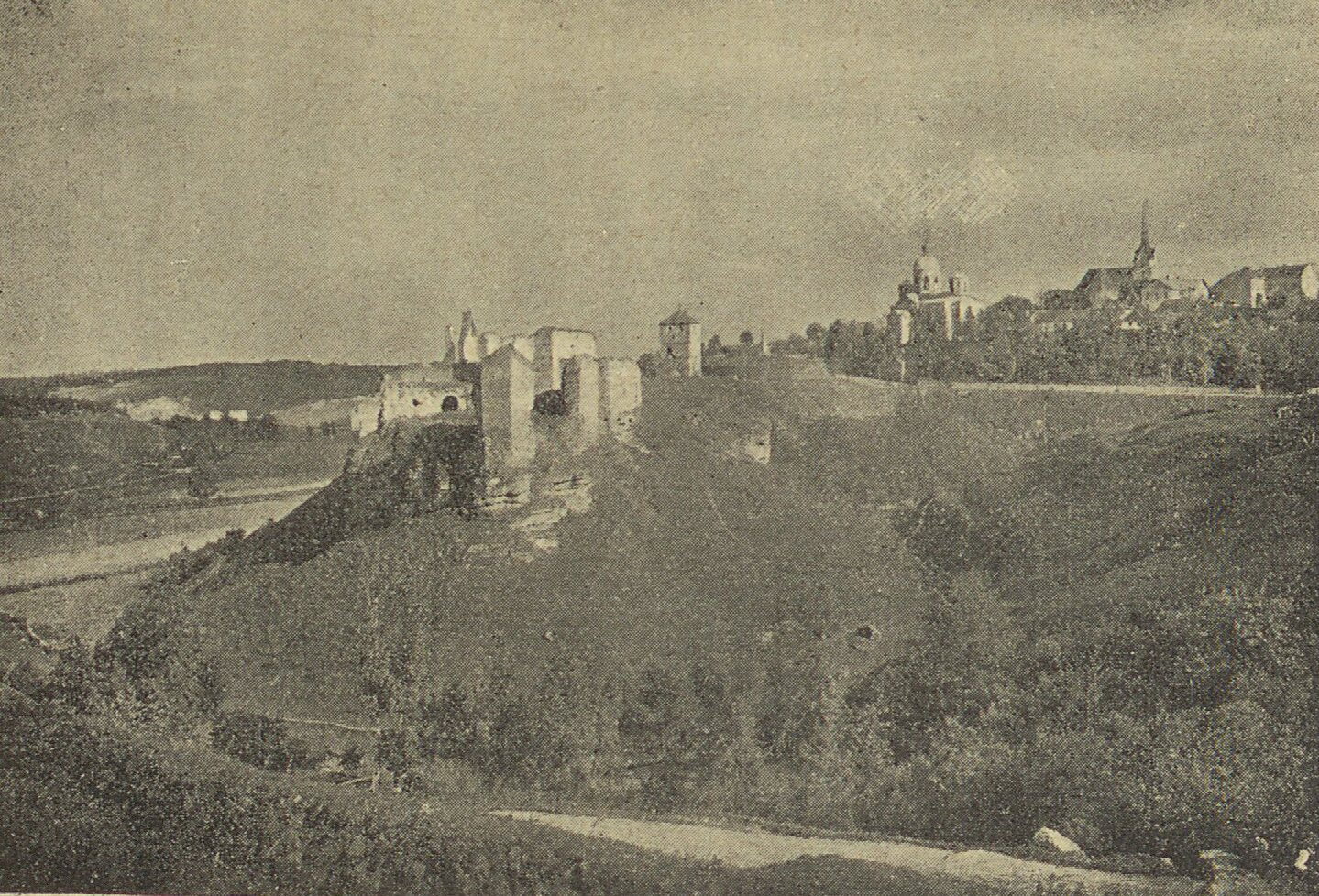
Widok ogólny przed 1936

Skała Podolska, Skała (ukr. Скала-Подільська, Skała-Podilśka) – osiedle typu miejskiego w obwodzie tarnopolskim Ukrainy nad rzeką Zbrucz, u ujścia Zbruczyku.

## Historia
W 1240 roku Mongołowie splądrowali drewniany gród ruski, zwany Skałą. Długo potem na miejscu ruin ok. 1331 roku książęta litewscy Koriatowicze wznieśli murowaną warownię. Od 1394 roku Skałę wraz z całym Podolem przekazano w lenno rycerzowi polskiemu Spytkowi z Melsztyna.
W 1430 Skała znalazła się w granicach Królestwa Polskiego i otrzymała prawa miejskie magdeburskie.
Częste najazdy wołoskie i tatarskie nie pozwalały wykorzystać doskonałego położenia miasta na drogach handlowych do Kamieńca. Król polski Zygmunt I Stary starał się o zmianę tej sytuacji: w 1510 roku uwolnił miasto od podatków, podwodów i innych ciężarów. W 1515 przekazał w dzierżawę staroście kamienieckiemu Stanisławowi Lanckorońskiemu, a w 1518 odnowił prawa miejskie. Starosta Lanckoroński doprowadził w latach 30. XVI wieku do odbudowy zamku i budowy murów miejskich.
W efekcie tych działań Skała powoli zyskiwała na znaczeniu i rozwijała się. W 1570 roku lustracja dóbr królewskich województwa podolskiego zanotowała w mieście stanowiącym siedzibę starostwa niegrodowego: 186 domów chrześcijańskich czynszowych, 10 żydowskich, 25 sług zamkowych, 4 popowskich, 3 szlacheckich, 2 wójtowskich, 2 sług miejskich, co wskazuje, że mieszkało tu ponad 1000 poddanych.
Wojny XVII wieku doprowadziły Skałę do upadku znaczenia:
- w 1615 Tatarzy zdobyli miasto i uprowadzili całą ludność w jasyr,
- w 1621 Turcy pustoszyli okolicę,
- w czasie rebelii Chmielnickiego w 1648 Kozacy pod wodzą Maksyma Krzywonosa zdobyli zamek i splądrowali,
- w 1657 stacjonowały tu oddziały siedmiogrodzkie Rakoczego, które spustoszyły całą okolicę[2][3]. Miasto zostało kompletnie zrujnowane.

Według pierwszej lustracji po zakończeniu Potopu przeprowadzonej w 1665 mieszkało tu jedynie 15 mieszczan, którzy otrzymali 12-letnią wolniznę.
W czasach rozbiorowych do 1914 podlegało pod jurysdykcję starostwa powiatowego w Borszczowie, w prowincji Galicja. W roku 1914 miasteczko liczyło ogółem 6000 mieszkańców (1000 Polaków, 2700 Żydów i 2500 pozostałych narodowości, przeważnie Rusinów). W XIX wieku własność namiestnika Galicji hrabiego Agenora Gołuchowskiego i siedziba jego potomków do 1939 roku. Na miejscu znajdują się obecnie ruiny zamku Lanckorońskich, który spłonął od pioruna oraz pałacu odrestaurowanego przez Adama Tarłę, mauzoleum i kaplica rodowa wszystko w ruinie. Zamek popadł w ruinę po kolejnych wojnach z Tatarami oraz węgierskimi armiami księcia Rakoczego. W Skale znajduje się również pałac hrabiów Gołuchowskich, który został zniszczony w 1944 r.. W okresie zaborów w miasteczku znajdowała się komora celna przy przejściu granicznym do Rosji. Pod okupacją niemiecką w Polsce pozbawiona praw miejskich; → gmina Skała Podolska.
Do 1939 r. wchodziła w skład województwa tarnopolskiego w Polsce.
W miejscowości stacjonowała kompania graniczna KOP „Skała” i strażnica KOP „Skała”.
Podczas okupacji Niemcy dokonali niemal całkowitej zagłady społeczności żydowskiej liczącej ponad 1500 osób. W dniach 26–27 września 1942 roku deportowali do obozu śmierci w Bełżcu ponad 800 Żydów. W ciągu następnego miesiąca pozostałych przenieśli do getta w Borszczowie. Na miejscu zabito ponad 300 Żydów. Część przeżyła ukrywając się, pod koniec 1944 roku w Skale żyło 150 Żydów. Przetrwały także zwoje Tory ukryte na terenie majątku Gołuchowskich.
W latach 1943–1945 miasto było schronieniem dla mieszkańców okolicznych wiosek przed atakami UPA. Niemniej jednak nacjonaliści ukraińscy na obrzeżach miasta lub drogach do niego prowadzących zamordowali 24 Polaków.
Do 1946 r. nastąpiło wysiedlenie mieszkających Polaków. Stary cmentarz polski oraz rzymskokatolicki kościół Wniebowzięcia NMP z 1719 r. zdewastowany (stan na 2006). Poza nimi w mieście znajduje się cerkiew Zaśnięcia Matki Boskiej i pomnik Chmielnickiego.
W 1989 liczyło 4665 mieszkańców.
W 2013 liczyło 4263 mieszkańców.

## Zabytki
- ruiny zamku
- ruiny pałacu Adama Tarły herbu Topór z pocz. XVIII wieku na terenie zamku
- mauzoleum i kaplica rodowa
- kościół pw. Wniebowzięcia NMP[10] z 1 poł. XVII wieku, przebudowany przez starostę Walentego Mierzejewskiego w latach 1719–1724, wieża z pocz. XX wieku. Na ścianach zewnętrznych tablice pamiątkowe poświęcone Adamowi Mickiewiczowi i Tadeuszowi Kościuszce
- cerkiew św. Mikołaja w stylu neobizantyjskim, przy murze kapliczka z 1907 r.
- Park pałacowy Gołuchowskich z bramą, dawnym szpitalem, stajnią i neorenesansową kordegardą

## Pobliskie miejscowości
- Borszczów – 15 km
- Czortków – 40 km
- Kamieniec Podolski – 28 km

## Ludzie urodzeni w Skale Podolskiej
- Karol Mühlner – honorowy obywatel Skały (1893)[11]
- Zbigniew Bartoszyński – profesor Uniwersytetu Lwowskiego
- Michał Martynowicz – polski lekarz
- Wojciech Rogalski – urodził się w Skale w 1868 r., polski lekarz wojskowy, oficer Legionów Polskich oraz tytularny generał dywizji Wojska Polskiego II RP, kawaler Orderu Virtuti Militari.
- Stanisław Gromnicki – ksiądz prałat kościoła rzymskokatolickiego, kaznodzieja

## Ludzie związani ze Skałą Podolską
- August Eustachiewicz – inżynier kolejowy, naczelnik c. k. sekcji konserwacji w Skale, honorowy obywatel Skały z 1907[12]
- Agenor Romuald Gołuchowski – arystokrata polski, austriacki polityk konserwatywny, zmarł w Skale
- Aleksander Osipowski – kapitan, burmistrz w II Rzeczypospolitej od 1937

### Sprawiedliwi wśród Narodów Świata(ratujący Żydów w Skale Podolskiej)
Na polskiej liście Sprawiedliwych:
- Franciszek i Maria Singerowie - rodzina folksdojczów, która pomogła Ricie Lubliner[13]
- Izydor Sokołowski - niósł pomoc rodzinie Gottesfeldów[14]
- Klementyna Uchryńska - ukrywała Friedę Gizler[15]

Na ukraińskiej liście Sprawiedliwych:
- Ołeksandr i Marija Batorowie - ukrywali Mendla Ringela i Abrahama Brandesa[16][17]
- Mykoła Het'man[18][19]
- Ołena Kowałyszyn[20][21]

## Miasta Partnerskie
- Sędziszów[22][23]
- Skała[24]